# Anusirvan
Anushirwan Kan (persa: انوشیروان خان, Anūshīrvān Khān) ocupó el trono Ilkanida desde 1344 hasta su muerte en 1357. Era un títere del gobernante chupánida Malek Ashraf y no poseía ningún poder propio. Es notable por ser el último de la dinastía Ilkan en tener monedas en su nombre.
Los orígenes de Anushirwan son oscuros. Una fuente sugiere que el guardián del guardarropa de Malek Ashraf, un tal Nushirvan, fue elevado al trono y le dieron el nombre de Anushirvan, en honor al famoso rey de Sasánida, Cosroes I Anushirvan. Los Chupánidas acuñaron monedas en su nombre hasta 1357.